# Arian Kabashi
Arian Kabashi (* 26. September 1996 in Siders) ist ein kosovarisch-schweizerischer Fussballspieler.

## Karriere

### Verein
Kabashi begann seine Laufbahn in der Jugend des FC Sion und wechselte dann zum FC Sierre. Für den Verein aus seiner Heimatstadt Siders absolvierte er in der Saison 2014/15 18 Partien in der 2. Liga interregional, der fünfthöchsten Schweizer Spielklasse, wobei er ein Tor erzielte. Zur folgenden Spielzeit 2015/16 wechselte er zum Viertligisten FC Martigny-Sports. Bis Saisonende kam er zu 23 Spielen in der 1. Liga (ein Tor). Zudem spielte er zweimal im Schweizer Cup, in dem Martigny-Sports in der 2. Runde gegen den Zweitligisten FC Le Mont-sur-Lausanne ausschied. Zur Saison 2016/17 schloss er sich der zweiten Mannschaft des Erstligisten FC Sion an. Er gab sein Debüt in der Promotion League, der dritthöchsten Schweizer Spielklasse, am 21. August 2016 (4. Spieltag) beim 0:1 gegen den SC Cham, als er in der Startelf stand. Bis zum Ende der Saison kam er zu 17 Einsätzen für die Reserve der Sittener, wobei er ein Tor schoss. 2017/18 folgten 21 Partien, bevor er 2018/19 26 Spiele absolvierte (ein Tor) und dabei meist als Kapitän fungierte. 2019/20 kam er zu 16 Partien in der Promotion League für die zweite Mannschaft, die Drittligasaison wurde nach dem 17. Spieltag aufgrund der COVID-19-Pandemie abgebrochen. Zudem debütierte er am 5. Juli 2020 (28. Spieltag) beim 1:2 gegen den FC St. Gallen für die erste Mannschaft in der Super League, der höchsten Schweizer Liga, als er zur zweiten Halbzeit für Jean Ruiz eingewechselt wurde. Bis Saisonende spielte er viermal in der Super League und einmal im Schweizer Cup, als der FC Sion im Viertelfinale mit 2:1 gegen den Drittligisten FC Rapperswil-Jona gewann. Im Halbfinale verlor man später gegen den Serienmeister BSC Young Boys. 2020/21 kam er zu einem Einsatz in der Super League am 1. Spieltag, anschließend fiel er aufgrund eines Kreuzbandrisses die restliche Spielzeit aus. Nachdem er in der folgenden Hinrunde zwischen den Profi und der Reservemannschaft pendelte, wechselte Kabashi im Januar 2022 zum finnischen Erstligisten FC Lahti. Nach zwei Jahren schloss er sich dem Ligarivalen und Aufsteiger Ekenäs IF an.

### Nationalmannschaft
Der Innenverteidiger absolvierte von 2017 bis 2018 insgesamt acht Spiele für die kosovarische U-21-Auswahl, alle während der erfolglosen EM-Qualifikation zum Turnier 2019 in San Marino und Italien.